# Szturm Charków
Szturm Charków (ukr. «Штурм» Харків) – ukraiński klub piłkarski z siedzibą w mieście Charków, w północno-wschodniej części kraju, działający w latach 1911–1925.

## Historia
Chronologia nazw:
- 1911: Cap-Carap Charków (ukr. «Цап-царап» Харків, ros. «Цап-царап» Харьков)
- 1912: Szturm Charków (ukr. «Штурм» Харків (ros. «Штурм» Харьков)
- 1925: klub rozwiązano

Drużyna piłkarska Cap-Carap została założona w Charkowie w 1911 roku i debiutowała w pierwszych mistrzostwach Charkowskiej Futbolowej Ligi. W 1912 klub przyjął nazwę Szturm i kontynuował występy w rozgrywkach lokalnych Charkowa. Większość piłkarzy klubu występowała w reprezentacji Charkowa, która zdobyła mistrzostwo ZSRR w 1924 oraz mistrzostwo Ukrainy w latach 1921–1924. 
Nowy rząd radziecki decyzją Rady Komisarzy Ludowych RSFSR z 27 czerwca 1923 roku postanowił rozwiązać organizacje sportowe utworzone na mocy prawa Imperium Rosyjskiego. W 1925 klub został rozwiązany. Większość piłkarzy przeniosło się do klubu Rabis Charków, a potem do Dynama Charków.

## Sukcesy
- mistrzostwo Charkowa:
  - mistrz (4): 1922, 1923 (w), 1923 (j), 1924
  - wicemistrz (1): 1915